# Strade Bianche 2012
La 6e édition de la Strade Bianche est une course cycliste qui a eu lieu le 3 mars 2012, en Toscane, avec un parcours tracé entre Gaiole in Chianti et Sienne sur 190 kilomètres, empruntant les strade bianche, chemins non goudronnés, sur environ 57 km.

## Présentation

### Équipes
Classée en catégorie 1.1 de l'UCI Europe Tour, la Strade Bianche est par conséquent ouverte aux UCI ProTeams dans la limite de 50 % des équipes participantes, aux équipes continentales professionnelles, aux équipes continentales et à des équipes nationales.
14 équipes participent à cette Strade Bianche : 7 ProTeams et 7 équipes continentales professionnelles :
| ProTeams (7)- Astana - BMC Racing Team - Garmin-Barracuda - Lampre-ISD - Liquigas-Cannondale - Movistar Team - RadioShack-Nissan Équipes continentales professionnelles (7)- Acqua & Sapone - Colnago-CSF Inox - Colombia-Coldeportes - Farnese Vini-Selle Italia - Project 1t4i - Team Type 1-Sanofi - Utensilnord Named |
| |

## Classements

### Classement de la course
| \| Classement général \| Classement général \| Classement général \| Classement général \| Classement général \| \| Coureur \| Coureur \| Pays \| Équipe \| Temps \| \| ------------------ \| ------------------ \| ------------------ \| ------------------------- \| ------------------ \| \| 1er \| Fabian Cancellara \| Suisse \| RadioShack-Nissan \| 4 h 44 min 59 s \| \| 2e \| Maxim Iglinskiy \| Kazakhstan \| Astana \| + 42 s \| \| 3e \| Oscar Gatto \| Italie \| Farnese Vini-Selle Italia \| + 42 s \| \| 4e \| Alessandro Ballan \| Italie \| BMC Racing Team \| + 46 s \| \| 5e \| Greg Van Avermaet \| Belgique \| BMC Racing Team \| + 48 s \| \| 6e \| Roman Kreuziger \| Tchéquie \| Astana \| + 1 min 03 s \| \| 7e \| Francesco Reda \| Italie \| Acqua & Sapone \| + 1 min 45 s \| \| 8e \| Francesco Ginanni \| Italie \| Acqua & Sapone \| + 1 min 47 s \| \| 9e \| Elia Favilli \| Italie \| Farnese Vini-Selle Italia \| + 1 min 47 s \| \| 10e \| Johan Vansummeren \| Belgique \| Garmin-Barracuda \| + 1 min 57 s \| \| 11e \| Daniele Bennati \| Italie \| RadioShack-Nissan \| + 3 min 58 s \| \| 12e \| Jarlinson Pantano \| Colombie \| Colombia-Coldeportes \| + 3 min 58 s \| \| 13e \| Andrey Amador \| Costa Rica \| Movistar Team \| + 3 min 58 s \| \| 15e \| Vincenzo Nibali \| Italie \| Liquigas-Cannondale \| + 3 min 58 s \| \| 16e \| Francisco Ventoso \| Espagne \| Movistar Team \| + 4 min 02 s \| \| 17e \| Tom Dumoulin \| Pays-Bas \| Project 1t4i \| + 7 min 50 s \| \| 18e \| Laurent Didier \| Luxembourg \| RadioShack-Nissan \| + 7 min 50 s \| \| 19e \| Fabian Wegmann \| Allemagne \| Garmin-Barracuda \| + 7 min 50 s \| \| 20e \| Patxi Vila \| Espagne \| Utensilnord Named \| + 7 min 50 s \| |                   |            |                           |                 |
| |                   |            |                           |                 |
| |                   |            |                           |                 |
| Classement général |                   |            |                           |                 |
| Coureur | Coureur           | Pays       | Équipe                    | Temps           |
| 1er | Fabian Cancellara | Suisse     | RadioShack-Nissan         | 4 h 44 min 59 s |
| 2e | Maxim Iglinskiy   | Kazakhstan | Astana                    | + 42 s          |
| 3e | Oscar Gatto       | Italie     | Farnese Vini-Selle Italia | + 42 s          |
| 4e | Alessandro Ballan | Italie     | BMC Racing Team           | + 46 s          |
| 5e | Greg Van Avermaet | Belgique   | BMC Racing Team           | + 48 s          |
| 6e | Roman Kreuziger   | Tchéquie   | Astana                    | + 1 min 03 s    |
| 7e | Francesco Reda    | Italie     | Acqua & Sapone            | + 1 min 45 s    |
| 8e | Francesco Ginanni | Italie     | Acqua & Sapone            | + 1 min 47 s    |
| 9e | Elia Favilli      | Italie     | Farnese Vini-Selle Italia | + 1 min 47 s    |
| 10e | Johan Vansummeren | Belgique   | Garmin-Barracuda          | + 1 min 57 s    |
| 11e | Daniele Bennati   | Italie     | RadioShack-Nissan         | + 3 min 58 s    |
| 12e | Jarlinson Pantano | Colombie   | Colombia-Coldeportes      | + 3 min 58 s    |
| 13e | Andrey Amador     | Costa Rica | Movistar Team             | + 3 min 58 s    |
| 15e | Vincenzo Nibali   | Italie     | Liquigas-Cannondale       | + 3 min 58 s    |
| 16e | Francisco Ventoso | Espagne    | Movistar Team             | + 4 min 02 s    |
| 17e | Tom Dumoulin      | Pays-Bas   | Project 1t4i              | + 7 min 50 s    |
| 18e | Laurent Didier    | Luxembourg | RadioShack-Nissan         | + 7 min 50 s    |
| 19e | Fabian Wegmann    | Allemagne  | Garmin-Barracuda          | + 7 min 50 s    |
| 20e | Patxi Vila        | Espagne    | Utensilnord Named         | + 7 min 50 s    |

## Liste des participants
| BMC Racing Team BMC | BMC Racing Team BMC     | BMC Racing Team BMC |
| ------------------- | ----------------------- | ------------------- |
| Num                 | Coureur                 | Pos                 |
| 1                   | Philippe Gilbert (BEL)  |                     |
| 2                   | Cadel Evans (AUS)       |                     |
| 3                   | Alessandro Ballan (ITA) |                     |
| 4                   | Adam Blythe (GBR)       |                     |
| 5                   | George Hincapie (USA)   |                     |
| 6                   | Martin Kohler (SUI)     |                     |
| 7                   | Marco Pinotti (ITA)     |                     |
| 8                   | Greg Van Avermaet (BEL) |                     |

| Acqua & Sapone ASA | Acqua & Sapone ASA      | Acqua & Sapone ASA |
| ------------------ | ----------------------- | ------------------ |
| Num                | Coureur                 | Pos                |
| 11                 | Paolo Ciavatta (ITA)    |                    |
| 12                 | Claudio Corioni (ITA)   |                    |
| 13                 | Massimo Codol (ITA)     |                    |
| 14                 | Stefano Garzelli (ITA)  |                    |
| 15                 | Carlos Betancur (COL)   |                    |
| 16                 | Francesco Ginanni (ITA) |                    |
| 17                 | Danilo Napolitano (ITA) |                    |
| 18                 | Francesco Reda (ITA)    |                    |

| Astana AST | Astana AST                    | Astana AST |
| ---------- | ----------------------------- | ---------- |
| Num        | Coureur                       | Pos        |
| 21         | Roman Kreuziger (CZE)         |            |
| 22         | Maxim Iglinskiy (KAZ)         |            |
| 23         | Borut Božič (SLO)             |            |
| 24         | Enrico Gasparotto (ITA)       |            |
| 25         | Fredrik Kessiakoff (SWE)      |            |
| 26         | Yevgeniy Nepomnyachshiy (KAZ) |            |
| 27         | Simone Ponzi (ITA)            |            |
| 28         | Sergey Renev (KAZ)            |            |

| Colnago-CSF Inox COG | Colnago-CSF Inox COG     | Colnago-CSF Inox COG |
| -------------------- | ------------------------ | -------------------- |
| Num                  | Coureur                  | Pos                  |
| 31                   | Sacha Modolo (ITA)       |                      |
| 32                   | Enrico Battaglin (ITA)   |                      |
| 33                   | Filippo Savini (ITA)     |                      |
| 34                   | Stefano Pirazzi (ITA)    |                      |
| 35                   | Angelo Pagani (ITA)      |                      |
| 36                   | Omar Lombardi (ITA)      |                      |
| 37                   | Marco Coledan (ITA)      |                      |
| 38                   | Gianluca Brambilla (ITA) |                      |

| Colombia-Coldeportes COL | Colombia-Coldeportes COL     | Colombia-Coldeportes COL |
| ------------------------ | ---------------------------- | ------------------------ |
| Num                      | Coureur                      | Pos                      |
| 41                       | Wilson Marentes (COL)        |                          |
| 42                       | Robinson Chalapud (COL)      |                          |
| 43                       | Jarlinson Pantano (COL)      |                          |
| 44                       | Juan Pablo Suárez (COL)      |                          |
| 45                       | Carlos Julián Quintero (COL) |                          |
| 46                       | Luis Felipe Laverde (COL)    |                          |
| 47                       | Frank Osorio (COL)           |                          |
| 48                       | Víctor Hugo Peña (COL)       |                          |

| Farnese Vini-Selle Italia FAR | Farnese Vini-Selle Italia FAR | Farnese Vini-Selle Italia FAR |
| ----------------------------- | ----------------------------- | ----------------------------- |
| Num                           | Coureur                       | Pos                           |
| 51                            | Filippo Pozzato (ITA)         |                               |
| 52                            | Oscar Gatto (ITA)             |                               |
| 53                            | Francesco Failli (ITA)        |                               |
| 54                            | Diego Caccia (ITA)            |                               |
| 55                            | Luca Mazzanti (ITA)           |                               |
| 56                            | Kevin Hulsmans (BEL)          |                               |
| 57                            | Elia Favilli (ITA)            |                               |
| 58                            | Luca Ascani (ITA)             |                               |

| Garmin-Barracuda GRS | Garmin-Barracuda GRS        | Garmin-Barracuda GRS |
| -------------------- | --------------------------- | -------------------- |
| Num                  | Coureur                     | Pos                  |
| 61                   | Johan Vansummeren (BEL)     |                      |
| 62                   | David Millar (GBR)          |                      |
| 63                   | Ryder Hesjedal (CAN)        |                      |
| 64                   | Andrew Talansky (USA)       |                      |
| 66                   | Peter Stetina (USA)         |                      |
| 67                   | Christian Vande Velde (USA) |                      |
| 68                   | Fabian Wegmann (GER)        |                      |

| Lampre-ISD LAM | Lampre-ISD LAM           | Lampre-ISD LAM |
| -------------- | ------------------------ | -------------- |
| Num            | Coureur                  | Pos            |
| 71             | Davide Cimolai (ITA)     |                |
| 72             | Vitaliy Buts (UKR)       |                |
| 73             | Massimo Graziato (ITA)   |                |
| 74             | Dmytro Krivtsov (UKR)    |                |
| 75             | Manuele Mori (ITA)       |                |
| 76             | Przemysław Niemiec (POL) |                |
| 77             | Adriano Malori (ITA)     |                |
| 78             | Davide Viganò (ITA)      |                |

| Liquigas-Cannondale LIQ | Liquigas-Cannondale LIQ | Liquigas-Cannondale LIQ |
| ----------------------- | ----------------------- | ----------------------- |
| Num                     | Coureur                 | Pos                     |
| 81                      | Vincenzo Nibali (ITA)   |                         |
| 82                      | Peter Sagan (SVK)       |                         |
| 83                      | Federico Canuti (ITA)   |                         |
| 84                      | Valerio Agnoli (ITA)    |                         |
| 85                      | Kristjan Koren (SLO)    |                         |
| 86                      | Damiano Caruso (ITA)    |                         |
| 87                      | Moreno Moser (ITA)      |                         |
| 88                      | Daniel Oss (ITA)        |                         |

| Movistar Team MOV | Movistar Team MOV        | Movistar Team MOV |
| ----------------- | ------------------------ | ----------------- |
| Num               | Coureur                  | Pos               |
| 91                | Giovanni Visconti (ITA)  |                   |
| 92                | Pablo Lastras (ESP)      |                   |
| 93                | Andrey Amador (CRC)      |                   |
| 94                | Rui Costa (POR)          |                   |
| 95                | José Herrada (ESP)       |                   |
| 96                | Francisco Ventoso (ESP)  |                   |
| 97                | Ángel Madrazo (ESP)      |                   |
| 98                | Branislau Samoilau (BLR) |                   |

| Project 1t4i PRO | Project 1t4i PRO         | Project 1t4i PRO |
| ---------------- | ------------------------ | ---------------- |
| Num              | Coureur                  | Pos              |
| 101              | Ronan van Zandbeek (NED) |                  |
| 102              | Tom Stamsnijder (NED)    |                  |
| 103              | Albert Timmer (NED)      |                  |
| 104              | Bert De Backer (BEL)     |                  |
| 105              | Yann Huguet (FRA)        |                  |
| 106              | Ramon Sinkeldam (NED)    |                  |
| 107              | Tom Dumoulin (NED)       |                  |
| 108              | Thomas Damuseau (FRA)    |                  |

| RadioShack-Nissan RNT | RadioShack-Nissan RNT   | RadioShack-Nissan RNT |
| --------------------- | ----------------------- | --------------------- |
| Num                   | Coureur                 | Pos                   |
| 111                   | Fabian Cancellara (SUI) | 1er                   |
| 112                   | Daniele Bennati (ITA)   |                       |
| 113                   | Tony Gallopin (FRA)     |                       |
| 114                   | Laurent Didier (LUX)    |                       |
| 115                   | Yaroslav Popovych (UKR) |                       |
| 116                   | Ben Hermans (BEL)       |                       |
| 117                   | Grégory Rast (SUI)      |                       |
| 118                   | Hayden Roulston (NZL)   |                       |

| Team Type 1-Sanofi TT1 | Team Type 1-Sanofi TT1   | Team Type 1-Sanofi TT1 |
| ---------------------- | ------------------------ | ---------------------- |
| Num                    | Coureur                  | Pos                    |
| 121                    | Rubens Bertogliati (SUI) |                        |
| 122                    | Daniele Colli (ITA)      |                        |
| 123                    | Rémi Cusin (FRA)         |                        |
| 124                    | Julien El Fares (FRA)    |                        |
| 125                    | Jure Kocjan (SLO)        |                        |
| 126                    | Georg Preidler (AUT)     |                        |
| 127                    | Kiel Reijnen (USA)       |                        |
| 128                    | Martijn Verschoor (NED)  |                        |

| Utensilnord Named UNA | Utensilnord Named UNA    | Utensilnord Named UNA |
| --------------------- | ------------------------ | --------------------- |
| Num                   | Coureur                  | Pos                   |
| 131                   | Paolo Bailetti (ITA)     |                       |
| 132                   | Gabriele Bosisio (ITA)   |                       |
| 133                   | Davide Mucelli (ITA)     |                       |
| 134                   | Edoardo Girardi (ITA)    |                       |
| 135                   | Federico Rocchetti (ITA) |                       |
| 136                   | Patxi Vila (ESP)         |                       |
| 137                   | Gianluca Maggiore (ITA)  |                       |
| 138                   | Adrian Kurek (POL)       |                       |

| BMC Racing Team BMC | BMC Racing Team BMC     | BMC Racing Team BMC |
| ------------------- | ----------------------- | ------------------- |
| Num                 | Coureur                 | Pos                 |
| 1                   | Philippe Gilbert (BEL)  |                     |
| 2                   | Cadel Evans (AUS)       |                     |
| 3                   | Alessandro Ballan (ITA) |                     |
| 4                   | Adam Blythe (GBR)       |                     |
| 5                   | George Hincapie (USA)   |                     |
| 6                   | Martin Kohler (SUI)     |                     |
| 7                   | Marco Pinotti (ITA)     |                     |
| 8                   | Greg Van Avermaet (BEL) |                     |

| Acqua & Sapone ASA | Acqua & Sapone ASA      | Acqua & Sapone ASA |
| ------------------ | ----------------------- | ------------------ |
| Num                | Coureur                 | Pos                |
| 11                 | Paolo Ciavatta (ITA)    |                    |
| 12                 | Claudio Corioni (ITA)   |                    |
| 13                 | Massimo Codol (ITA)     |                    |
| 14                 | Stefano Garzelli (ITA)  |                    |
| 15                 | Carlos Betancur (COL)   |                    |
| 16                 | Francesco Ginanni (ITA) |                    |
| 17                 | Danilo Napolitano (ITA) |                    |
| 18                 | Francesco Reda (ITA)    |                    |

| Astana AST | Astana AST                    | Astana AST |
| ---------- | ----------------------------- | ---------- |
| Num        | Coureur                       | Pos        |
| 21         | Roman Kreuziger (CZE)         |            |
| 22         | Maxim Iglinskiy (KAZ)         |            |
| 23         | Borut Božič (SLO)             |            |
| 24         | Enrico Gasparotto (ITA)       |            |
| 25         | Fredrik Kessiakoff (SWE)      |            |
| 26         | Yevgeniy Nepomnyachshiy (KAZ) |            |
| 27         | Simone Ponzi (ITA)            |            |
| 28         | Sergey Renev (KAZ)            |            |

| Colnago-CSF Inox COG | Colnago-CSF Inox COG     | Colnago-CSF Inox COG |
| -------------------- | ------------------------ | -------------------- |
| Num                  | Coureur                  | Pos                  |
| 31                   | Sacha Modolo (ITA)       |                      |
| 32                   | Enrico Battaglin (ITA)   |                      |
| 33                   | Filippo Savini (ITA)     |                      |
| 34                   | Stefano Pirazzi (ITA)    |                      |
| 35                   | Angelo Pagani (ITA)      |                      |
| 36                   | Omar Lombardi (ITA)      |                      |
| 37                   | Marco Coledan (ITA)      |                      |
| 38                   | Gianluca Brambilla (ITA) |                      |

| Colombia-Coldeportes COL | Colombia-Coldeportes COL     | Colombia-Coldeportes COL |
| ------------------------ | ---------------------------- | ------------------------ |
| Num                      | Coureur                      | Pos                      |
| 41                       | Wilson Marentes (COL)        |                          |
| 42                       | Robinson Chalapud (COL)      |                          |
| 43                       | Jarlinson Pantano (COL)      |                          |
| 44                       | Juan Pablo Suárez (COL)      |                          |
| 45                       | Carlos Julián Quintero (COL) |                          |
| 46                       | Luis Felipe Laverde (COL)    |                          |
| 47                       | Frank Osorio (COL)           |                          |
| 48                       | Víctor Hugo Peña (COL)       |                          |

| Farnese Vini-Selle Italia FAR | Farnese Vini-Selle Italia FAR | Farnese Vini-Selle Italia FAR |
| ----------------------------- | ----------------------------- | ----------------------------- |
| Num                           | Coureur                       | Pos                           |
| 51                            | Filippo Pozzato (ITA)         |                               |
| 52                            | Oscar Gatto (ITA)             |                               |
| 53                            | Francesco Failli (ITA)        |                               |
| 54                            | Diego Caccia (ITA)            |                               |
| 55                            | Luca Mazzanti (ITA)           |                               |
| 56                            | Kevin Hulsmans (BEL)          |                               |
| 57                            | Elia Favilli (ITA)            |                               |
| 58                            | Luca Ascani (ITA)             |                               |

| Garmin-Barracuda GRS | Garmin-Barracuda GRS        | Garmin-Barracuda GRS |
| -------------------- | --------------------------- | -------------------- |
| Num                  | Coureur                     | Pos                  |
| 61                   | Johan Vansummeren (BEL)     |                      |
| 62                   | David Millar (GBR)          |                      |
| 63                   | Ryder Hesjedal (CAN)        |                      |
| 64                   | Andrew Talansky (USA)       |                      |
| 66                   | Peter Stetina (USA)         |                      |
| 67                   | Christian Vande Velde (USA) |                      |
| 68                   | Fabian Wegmann (GER)        |                      |

| Lampre-ISD LAM | Lampre-ISD LAM           | Lampre-ISD LAM |
| -------------- | ------------------------ | -------------- |
| Num            | Coureur                  | Pos            |
| 71             | Davide Cimolai (ITA)     |                |
| 72             | Vitaliy Buts (UKR)       |                |
| 73             | Massimo Graziato (ITA)   |                |
| 74             | Dmytro Krivtsov (UKR)    |                |
| 75             | Manuele Mori (ITA)       |                |
| 76             | Przemysław Niemiec (POL) |                |
| 77             | Adriano Malori (ITA)     |                |
| 78             | Davide Viganò (ITA)      |                |

| Liquigas-Cannondale LIQ | Liquigas-Cannondale LIQ | Liquigas-Cannondale LIQ |
| ----------------------- | ----------------------- | ----------------------- |
| Num                     | Coureur                 | Pos                     |
| 81                      | Vincenzo Nibali (ITA)   |                         |
| 82                      | Peter Sagan (SVK)       |                         |
| 83                      | Federico Canuti (ITA)   |                         |
| 84                      | Valerio Agnoli (ITA)    |                         |
| 85                      | Kristjan Koren (SLO)    |                         |
| 86                      | Damiano Caruso (ITA)    |                         |
| 87                      | Moreno Moser (ITA)      |                         |
| 88                      | Daniel Oss (ITA)        |                         |

| Movistar Team MOV | Movistar Team MOV        | Movistar Team MOV |
| ----------------- | ------------------------ | ----------------- |
| Num               | Coureur                  | Pos               |
| 91                | Giovanni Visconti (ITA)  |                   |
| 92                | Pablo Lastras (ESP)      |                   |
| 93                | Andrey Amador (CRC)      |                   |
| 94                | Rui Costa (POR)          |                   |
| 95                | José Herrada (ESP)       |                   |
| 96                | Francisco Ventoso (ESP)  |                   |
| 97                | Ángel Madrazo (ESP)      |                   |
| 98                | Branislau Samoilau (BLR) |                   |

| Project 1t4i PRO | Project 1t4i PRO         | Project 1t4i PRO |
| ---------------- | ------------------------ | ---------------- |
| Num              | Coureur                  | Pos              |
| 101              | Ronan van Zandbeek (NED) |                  |
| 102              | Tom Stamsnijder (NED)    |                  |
| 103              | Albert Timmer (NED)      |                  |
| 104              | Bert De Backer (BEL)     |                  |
| 105              | Yann Huguet (FRA)        |                  |
| 106              | Ramon Sinkeldam (NED)    |                  |
| 107              | Tom Dumoulin (NED)       |                  |
| 108              | Thomas Damuseau (FRA)    |                  |

| RadioShack-Nissan RNT | RadioShack-Nissan RNT   | RadioShack-Nissan RNT |
| --------------------- | ----------------------- | --------------------- |
| Num                   | Coureur                 | Pos                   |
| 111                   | Fabian Cancellara (SUI) | 1er                   |
| 112                   | Daniele Bennati (ITA)   |                       |
| 113                   | Tony Gallopin (FRA)     |                       |
| 114                   | Laurent Didier (LUX)    |                       |
| 115                   | Yaroslav Popovych (UKR) |                       |
| 116                   | Ben Hermans (BEL)       |                       |
| 117                   | Grégory Rast (SUI)      |                       |
| 118                   | Hayden Roulston (NZL)   |                       |

| Team Type 1-Sanofi TT1 | Team Type 1-Sanofi TT1   | Team Type 1-Sanofi TT1 |
| ---------------------- | ------------------------ | ---------------------- |
| Num                    | Coureur                  | Pos                    |
| 121                    | Rubens Bertogliati (SUI) |                        |
| 122                    | Daniele Colli (ITA)      |                        |
| 123                    | Rémi Cusin (FRA)         |                        |
| 124                    | Julien El Fares (FRA)    |                        |
| 125                    | Jure Kocjan (SLO)        |                        |
| 126                    | Georg Preidler (AUT)     |                        |
| 127                    | Kiel Reijnen (USA)       |                        |
| 128                    | Martijn Verschoor (NED)  |                        |

| Utensilnord Named UNA | Utensilnord Named UNA    | Utensilnord Named UNA |
| --------------------- | ------------------------ | --------------------- |
| Num                   | Coureur                  | Pos                   |
| 131                   | Paolo Bailetti (ITA)     |                       |
| 132                   | Gabriele Bosisio (ITA)   |                       |
| 133                   | Davide Mucelli (ITA)     |                       |
| 134                   | Edoardo Girardi (ITA)    |                       |
| 135                   | Federico Rocchetti (ITA) |                       |
| 136                   | Patxi Vila (ESP)         |                       |
| 137                   | Gianluca Maggiore (ITA)  |                       |
| 138                   | Adrian Kurek (POL)       |                       |